# Taça de Portugal 1969-1970
La Taça de Portugal 1969-1970 fu la 30ª edizione della Coppa di Portogallo. Il Benfica, vincitore in finale nel derby di Lisbona contro lo Sporting, si aggiudicò la quattordicesima coppa nazionale della sua storia, oltre che seconda consecutiva.

## Squadre partecipanti
In questa edizione erano presenti:
- Le squadre di Primeira Divisão, qualificate al quinto turno
- Le squadre di Segunda Divisão, qualificate al secondo turno
- Le squadre di Terceira Divisão, qualificate al primo turno
- Le rappresentative coloniali, qualificate agli ottavi di finale.

### Primeira Divisão

#### 14 squadre
| - Académica - Barreirense - Belenenses - Benfica - Boavista | - Braga - CUF Barreiro - Leixões - Porto - Sporting Lisbona | - União de Tomar - Varzim - Vitória Guimarães - Vitória Setúbal |

### Segunda Divisão

#### 28 squadre
| - Académico de Viseu - Atlético CP - Beira-Mar - Espinho - Famalicão - Farense - Gouveia | - Leça - Lusitano - Luso - Marinhense - Montijo - Oriental Lisbona - Penafiel | - Peniche - Portimonense - Salgueiros - Sanjoanense - Seixal - Sesimbra - Sintrense | - Tirsense - Torreense - Torres Novas - Tramagal - Vizela - União de Lamas - União Santarém |

### Terceira Divisão

#### 64 squadre
| - Ala-Arriba - Alba - Alcanenense - Alhandra - Aljustrelense - Almada - Amora - Avintes - Benfica e C.B. - Bragança - Caldas - Calipolense - Casa Pia - Celoricense - Chaves - Cova da Piedade | - Covilhã - Despertar - Desp. Aves - Estoril Praia - Estrela Portalegre - Fafe - Faro e Benfica - Feirense - Ferroviária Entroncamento - Gil Vicente - Gonçalense - O Grandolense - Guarda - Juventude de Évora - Limianos - Lourosa | - Lusitano FC - Lusitano VRSA - Luso Beja - Marialvas - Mirandela - Mortágua - Naval - Nazarenos - Odivelas - Olhanense - Oliveirense - Os Pinhelenses - Penalva - Portalegrense - Régua - Riopele | - Rio Ave - Sacavenense - São Pedro da Cova - 1º de Maio - Silves - Sporting Lamego - Torre Moncorvo - União de Coimbra - União Algés - União Almeirim - União Leiria - União de Montemor - Valecambrense - Vasco da Gama Sines - Vianense - Vila Real |

### Altre partecipanti
- Marítimo (campione di Madera)
- Lusitânia (campione delle Azzorre)
- Independente SC (campione di Angola)
- Ténis Bissau (campione di Guinea portoghese)
- Textáfrica (campione di Mozambico)

## Primo turno
|                     | Risultato |                           |
| ------------------- | --------- | ------------------------- |
| Vila Real           | 2 - 1     | Celoricense               |
| Vianense            | 2 - 0     | Valecambrense             |
| Vasco da Gama Sines | 3 - 2     | Ferroviária Entroncamento |
| União de Coimbra    | 1 - 0     | Gil Vicente               |
| União Algés         | 2 - 2     | Caldas                    |
| Sporting Lamego     | 5 - 0     | Penalva                   |
| Covilhã             | 8 - 0     | Mirandela                 |
| São Pedro da Cova   | 4 - 0     | Os Pinhelenses            |
| Silves              | 0 - 0     | União Almeirim            |
| Olhanense           | 3 - 1     | Alcanenense               |
| Sacavenense         | 2 - 1     | Almada                    |
| Riopele             | 1 - 1     | Lourosa                   |
| Rio Ave             | 3 - 0     | Guarda                    |
| Régua               | 7 - 0     | Mortágua                  |
| Portalegrense       | 3 - 0     | Amora                     |
| Nazarenos           | 7 - 3     | União de Montemor         |
| Naval               | 6 - 1     | Faro e Benfica            |
| Marialvas           | 9 - 1     | Torre Moncorvo            |
| Juventude de Évora  | 4 - 1     | Estoril Praia             |
| Chaves              | 2 - 1     | Lusitano FC               |
| Odivelas            | 3 - 2     | Aljustrelense             |
| Estrela Portalegre  | 2 - 0     | Lusitano VRSA             |
| Desp. Aves          | 2 - 1     | Oliveirense               |
| Cova da Piedade     | 6 - 1     | Calipolense               |
| Casa Pia            | 2 - 1     | O Grandolense             |
| Benfica e C.B.      | 3 - 2     | Despertar                 |
| Luso Beja           | 1 - 0     | Alhandra                  |
| Avintes             | 1 - 0     | Feirense                  |
| Alba                | 2 - 0     | Limianos                  |
| Ala-Arriba          | 4 - 0     | Bragança                  |
| Fafe                | 5 - 0     | Gonçalense                |

## Secondo turno
|                     | Risultato |                    |
| ------------------- | --------- | ------------------ |
| Vianense            | 0 - 0     | Beira-Mar          |
| Vasco da Gama Sines | 2 - 1     | União Algés        |
| União Leiria        | 0 - 0     | Portimonense       |
| União de Lamas      | 1 - 1     | Alba               |
| Torreense           | 5 - 1     | Portalegrense      |
| Covilhã             | 0 - 1     | União de Coimbra   |
| Sintrense           | 1 - 0     | Estrela Portalegre |
| Silves              | 2 - 2     | Casa Pia           |
| Farense             | 3 - 1     | Seixal             |
| Rio Ave             | 2 - 0     | Avintes            |
| Régua               | 1 - 2     | São Pedro da Cova  |
| Nazarenos           | 1 - 0     | Odivelas           |
| Oriental Lisbona    | 5 - 1     | Tramagal           |
| Naval               | 2 - 1     | Sacavenense        |
| Marialvas           | 1 - 2     | Sporting Lamego    |
| Lusitano            | 0 - 2     | Luso               |
| Leça                | 1 - 2     | Tirsense           |
| Juventude de Évora  | 1 - 3     | Olhanense          |
| Chaves              | 1 - 1     | Salgueiros         |
| Vizela              | 2 - 3     | Académico de Viseu |
| Penafiel            | 4 - 0     | Marinhense         |
| Famalicão           | 2 - 1     | Gouveia            |
| Desp. Aves          | 3 - 2     | Riopele            |
| Montijo             | 3 - 0     | Peniche            |
| Benfica e C.B.      | 0 - 1     | União Santarém     |
| Luso Beja           | 0 - 0     | Sesimbra           |
| Atlético CP         | 3 - 0     | Cova da Piedade    |
| Ala-Arriba          | 4 - 5     | Torres Novas       |
| Sanjoanense         | 3 - 0     | Vila Real          |
| Fafe                | 1 - 0     | Espinho            |

## Terzo turno
|                     | Risultato |                    |
| ------------------- | --------- | ------------------ |
| Vasco da Gama Sines | 1 - 3     | Salgueiros         |
| União de Coimbra    | 2 - 3     | Sintrense          |
| Sporting Lamego     | 3 - 0     | Rio Ave            |
| Tirsense            | 1 - 0     | Beira-Mar          |
| Portimonense        | 3 - 3     | Académico de Viseu |
| Olhanense           | 1 - 2     | Sanjoanense        |
| Farense             | 1 - 0     | Naval              |
| Oriental Lisbona    | 0 - 0     | Nazarenos          |
| Sesimbra            | 3 - 0     | Torreense          |
| Penafiel            | 4 - 3     | Torres Novas       |
| Famalicão           | 4 - 1     | União Santarém     |
| Montijo             | 1 - 0     | Desp. Aves         |
| Casa Pia            | 5 - 0     | São Pedro da Cova  |
| Atlético CP         | 3 - 2     | Luso               |
| Alba                | 5 - 2     | Fafe               |

## Quarto turno
- Famalicão

|                    | Risultato |             |
| ------------------ | --------- | ----------- |
| Tirsense           | 1 - 0     | Atlético CP |
| Sporting Lamego    | 2 - 1     | Sesimbra    |
| Nazarenos          | 3 - 1     | Farense     |
| Penafiel           | 1 - 1     | Sanjoanense |
| Casa Pia           | 0 - 2     | Salgueiros  |
| Alba               | 1 - 1     | Montijo     |
| Académico de Viseu | 0 - 2     | Sintrense   |

## Quinto turno
|                   | Risultato |                 | Andata | Ritorno | Spareggio |  |
| ----------------- | --------- | --------------- | ------ | ------- | --------- |  |
| Vitória Guimarães | 5 - 4     | Sanjoanense     | 2 - 0  | 3 - 4   |           |  |
| União de Tomar    | 3 - 2     | CUF Barreiro    | 1 - 0  | 2 - 2   |           |  |
| Tirsense          | 3 - 2     | Porto           | 2 - 2  | 1 - 0   |           |  |
| Sporting Lisbona  | 3 - 0     | Salgueiros      | 1 - 0  | 2 - 0   |           |  |
| Braga             | 1 - 1     | Montijo         | 1 - 0  | 0 - 1   | 2 - 1     |  |
| Sintrense         | 5 - 4     | Sporting Lamego | 3 - 0  | 2 - 4   |           |  |
| Leixões           | 3 - 2     | Barreirense     | 0 - 1  | 3 - 1   |           |  |
| Boavista          | 3 - 3     | Varzim          | 3 - 0  | 0 - 3   | 3 - 0     |  |
| Benfica           | 4 - 3     | Vitória Setúbal | 2 - 3  | 2 - 0   |           |  |
| Belenenses        | 4 - 1     | Famalicão       | 2 - 1  | 2 - 0   |           |  |
| Académica         | 5 - 1     | Nazarenos       | 1 - 0  | 4 - 1   |           |  |

## Ottavi di finale
|                   | Risultato |                 | Andata | Ritorno | Spareggio |  |
| ----------------- | --------- | --------------- | ------ | ------- | --------- |  |
| Vitória Guimarães | 20 - 0    | Lusitânia       | 11 - 0 | 9 - 0   |           |  |
| União de Tomar    | 9 - 1     | Independente SC | 4 - 0  | 5 - 1   |           |  |
| Tirsense          | 0 - 0     | Sintrense       | 0 - 0  | 0 - 0   | 2 - 1     |  |
| Textáfrica        | 2 - 9     | Belenenses      | 2 - 6  | 0 - 3   |           |  |
| Ténis Bissau      | 1 - 3     | Braga           | 0 - 3  | 1 - 0   |           |  |
| Sporting Lisbona  | 4 - 0     | Académica       | 1 - 0  | 3 - 0   |           |  |
| Leixões           | 6 - 0     | Marítimo        | 4 - 0  | 2 - 0   |           |  |
| Benfica           | 9 - 3     | Boavista        | 6 - 1  | 3 - 2   |           |  |

## Quarti di finale
|                  | Risultato |                   | Andata | Ritorno | Spareggio |  |
| ---------------- | --------- | ----------------- | ------ | ------- | --------- |  |
| Sporting Lisbona | 8 - 1     | Braga             | 6 - 1  | 2 - 0   |           |  |
| Leixões          | 2 - 0     | União de Tomar    | 2 - 0  | 0 - 0   |           |  |
| Benfica          | 4 - 3     | Vitória Guimarães | 0 - 2  | 4 - 1   |           |  |
| Belenenses       | 1 - 1     | Tirsense          | 1 - 0  | 0 - 1   | 2 - 0     |  |

## Semifinali
|                  | Risultato |            | Andata | Ritorno |  |
| ---------------- | --------- | ---------- | ------ | ------- |  |
| Sporting Lisbona | 6 - 4     | Belenenses | 4 - 2  | 2 - 2   |  |
| Benfica          | 9 - 1     | Leixões    | 8 - 0  | 1 - 1   |  |

## Finale
| Arbitro: | Henrique Silva (Lisbona) |

|                                 |           |           |
| Jorge 14’ Torres 60’ Simões 63’ | Marcatori | 83’ Peres |

| Benfica | Sporting CP |

### Formazioni
| Benfica      |   |                   |  |     |
|              |   |                   |  |     |
| POR          | 1 | José Henrique     |  |     |
| DIF          |   | Zeca              |  |     |
| DIF          |   | Humberto Coelho   |  |     |
| DIF          |   | Augusto Matine    |  |     |
| DIF          |   | Malta da Silva () |  |     |
| CEN          |   | Jaime Graça       |  |     |
| CEN          |   | António Simões    |  |     |
| CEN          |   | Toni              |  |     |
| CEN          |   | Diamantino Costa  |  | 65’ |
| ATT          |   | Artur Jorge       |  |     |
| ATT          |   | Torres            |  |     |
| Sostituiti:  |   |                   |  |     |
| DIF          |   | Adolfo Calisto    |  | 65’ |
| Allenatore:  |   |                   |  |     |
| José Augusto |   |                   |  |     |

| Sporting Lisbona |   |                   |  |     |
|                  |   |                   |  |     |
| POR              | 1 | Vítor Damas       |  |     |
| DIF              |   | Pedro Gomes ()    |  |     |
| DIF              |   | Celestino Bárbara |  |     |
| DIF              |   | Francisco Caló    |  |     |
| DIF              |   | José Carlos       |  |     |
| DIF              |   | Hilário           |  |     |
| CEN              |   | Vítor Gonçalves   |  | 56’ |
| CEN              |   | Fernando Peres    |  |     |
| CEN              |   | Nélson Fernandes  |  | 31’ |
| ATT              |   | Joaquim Dinis     |  |     |
| ATT              |   | Marinho           |  |     |
| Sostituiti:      |   |                   |  |     |
| DIF              |   | Manaca            |  | 56’ |
| ATT              |   | João Lourenço     |  | 31’ |
| Allenatore:      |   |                   |  |     |
| Fernando Vaz     |   |                   |  |     |